# 舟曲县
舟县（藏語：འབྲུག་ཆུ་རྫོང，威利转写：'brug chu rdzong，藏语拼音：Zhugqu Zong）是中国甘肃省甘南藏族自治州下辖的一个县。境内白龙江藏语称为舟曲，因水为名。主要民族为汉族与藏族。

## 历史
战国末期，秦昭王28年（前279年）秦国始置羌道，于今洮河以东地区，包括今舟曲、武都大部地方归入秦疆域，羌道治所位于今舟曲西北。
从秦朝建立至西汉建元时期（前140—前135年），羌道属陇西郡；
汉元狩6年（前117年），李广征西于羌道初置武都郡，治所位于今舟曲西关。汉元鼎六年（前111年）汉开西南夷，于洛峪另置武都郡，羌道归陇西郡，汉改羌道为羌道县。东汉时期，羌道县属武都郡西部都尉治。
三国时期，魏以陇南为武都西部都尉署理，治所于羌道县境。蜀汉建兴六年（228年），羌道县属梁州武都郡（今舟曲西属阴平郡）。
西晋太康元年（280年），羌道县废，地属武都郡。西晋永嘉元年（307年）至北周天和元年（566年）间，今舟曲境皆属宕昌国。北周天和六年灭宕昌后，舟曲地属甘松（治怀道）、宕昌两郡。
隋开皇四年（584年），罢郡以州统县。今舟曲属宕州。大业元年（605年），改宕州为宕昌郡，今舟曲仍为宕昌武都郡辖地。
唐武德元年（618年）设陇右道宕州、阶州（武州），舟曲地属怀道县和福津县地；贞观元年（627年），宕州与怀道移治今舟曲西。安史之乱后上元二年（761年）至五代时期，宕州怀道县具陷于吐蕃，舟曲境为吐蕃势力范围。
北宋初年，河湟一带的吐蕃唃厮啰建立地方政权，今舟曲在其控制之下。建中靖国元年（1101年），今舟曲境归宋秦风路阶州福津县；南宋绍兴二十年，今舟曲为福津县故城镇，辖平武、沙滩、峰贴峡寨。
元至元三年（1266年），元帅汪完者帖木耳镇守西固。自元朝开始，舟曲地区一直为中原王朝控制之地。
民国二年（1913年），西固分州改置西固县，隶陇南道，后改渭川道；1927年，废道，西固县直隶于省；民国27年（1938年），西固县划入第一行政督察区。1944年划入第八督察区，专员公署驻武都。
中华人民共和国成立后，中央政府实行省、专区（州、市），县（市、区）三级地方行政制度；1949年12月10日，西固县隶武都专区。1954年，以西固县官亭、沙湾、富坪3乡和岷县东南部析置宕昌县（县政府驻宕昌），西固县改设舟曲行政委员会；1955年，舟曲行政委员会改为舟曲县；1959年1月，舟曲县改名龙迭县，1962年恢复舟曲县至今。
2010年8月7日，舟曲因持续40多分钟的暴雨使得土石冲进县城，并截断两条河流 形成堰塞湖。搜索至8月27日停止，至9月7日通報灾害已造成1481人遇难，284人失踪，累计门诊治疗2315人，解救1243人。

## 地理
舟曲县位于甘肃省南部、甘南州东南部，处东经103°51′30″—104°45′30″，北纬33°13′—34°1′。东西长99.4公里，南北宽88.8公里。东邻陇南武都县，北接宕昌县，西南与本州迭部县、陇南文县以及四川省九寨沟县接壤。
舟曲地处秦岭南部山区，东南至西北走向的岷山山脉贯穿全境。
海拔高度在1173-4504米之间；地势西北高，东南低。白龙江谷地海拔较低，高度在1200米左右，南北两则的山地高峰可达4000米以上，中部山势较缓，海拔在3000米左右，为典型的高山峡谷区。
主要河流有白龙江、拱坝河、博峪河及其40多条支流。
舟曲气候属温带区，年平均气温14.1℃，年均降水量400-800毫米左右，年均日照1842小时。因地形复杂，沟壑纵横，高差悬殊，气候垂直变化明显。
历史上，舟曲森林覆盖率高，被誉为“陇上桃花源”。《舟曲縣志》記載：“舟曲山地，峰巒疊嶂，萬山皆翠。”近数十年尤其是1958年“大跃进”后，舟曲的森林资源遭受到掠夺性破坏，从1952年8月舟曲林业局成立到1990年，累计采伐森林189.75万亩。舟曲森林被濫伐，导致水土流失、泥石流、滑坡诸多自然灾害频发。山高、谷深、石头多、坡陡、土薄、水流急成为现今舟曲的地理特征。

### 气候
| 舟曲 (1981−2010)     | 舟曲 (1981−2010) | 舟曲 (1981−2010) | 舟曲 (1981−2010) | 舟曲 (1981−2010) | 舟曲 (1981−2010) | 舟曲 (1981−2010) | 舟曲 (1981−2010) | 舟曲 (1981−2010) | 舟曲 (1981−2010) | 舟曲 (1981−2010) | 舟曲 (1981−2010) | 舟曲 (1981−2010) | 舟曲 (1981−2010) |
| 月份                 | 1月              | 2月              | 3月              | 4月              | 5月              | 6月              | 7月              | 8月              | 9月              | 10月             | 11月             | 12月             | 全年             |
| -------------------- | ---------------- | ---------------- | ---------------- | ---------------- | ---------------- | ---------------- | ---------------- | ---------------- | ---------------- | ---------------- | ---------------- | ---------------- | ---------------- |
| 平均高温 °C（°F）    | 6.7 (44.1)       | 9.9 (49.8)       | 14.7 (58.5)      | 20.5 (68.9)      | 24.7 (76.5)      | 27.5 (81.5)      | 29.6 (85.3)      | 28.5 (83.3)      | 23.7 (74.7)      | 18.4 (65.1)      | 13.5 (56.3)      | 8.1 (46.6)       | 18.8 (65.9)      |
| 日均气温 °C（°F）    | 2.0 (35.6)       | 5.1 (41.2)       | 9.4 (48.9)       | 14.4 (57.9)      | 18.4 (65.1)      | 21.5 (70.7)      | 23.8 (74.8)      | 22.8 (73.0)      | 18.6 (65.5)      | 13.7 (56.7)      | 8.4 (47.1)       | 3.0 (37.4)       | 13.4 (56.2)      |
| 平均低温 °C（°F）    | −1.7 (28.9)      | 1.2 (34.2)       | 5.2 (41.4)       | 9.7 (49.5)       | 13.5 (56.3)      | 16.9 (62.4)      | 19.4 (66.9)      | 18.6 (65.5)      | 15.0 (59.0)      | 10.3 (50.5)      | 4.6 (40.3)       | −0.8 (30.6)      | 9.3 (48.8)       |
| 平均降水量 mm（）    | 1.9 (0.07)       | 2.9 (0.11)       | 14.9 (0.59)      | 30.4 (1.20)      | 53.5 (2.11)      | 65.2 (2.57)      | 67.4 (2.65)      | 74.2 (2.92)      | 60.0 (2.36)      | 42.6 (1.68)      | 7.0 (0.28)       | 0.8 (0.03)       | 420.8 (16.57)    |
| 来源：中国气象数据网 |                  |                  |                  |                  |                  |                  |                  |                  |                  |                  |                  |                  |                  |

## 行政区划
舟曲县下辖15个镇、4个乡：
城关镇、大川镇、峰迭镇、立节镇、东山镇、曲告纳镇、博峪镇、巴藏镇、憨班镇、坪定镇、果耶镇、武坪镇、大峪镇、江盘镇、拱坝镇、曲瓦乡、南峪乡、八楞乡和插岗乡。

## 交通
- 212国道经过县境东缘。
- 313国道、 345国道横贯东西，是全县交通的主干道。

## 经济
以水电、矿产、药材、林业等为主要产业。

## 人口
全县总人口134,188人，主要民族为汉族与藏族，其中汉族人口89,842人，占总人口的66.95％；藏族44,175人，占总人口的32.92％。

## 风景名胜
- 沙滩国家森林公园
- 翠峰山
- 拉尕山